# Stesso sangue
Stesso sangue è un film del 1988 diretto da Egidio Eronico e Sandro Cecca.
Il film è stato quasi interamente girato in Molise. È stato presentato al sesto Torino Film Festival, Festival Internazionale Film Giovani 1988 e in concorso all'Annecy cinéma italien del 1988.

## Trama
Due giovani fratelli, Bruno di ventiquattro anni e Irene di quattordici anni, hanno perso i genitori a causa di un incidente stradale. Privi di risorse e con la prospettiva di essere separati, i due lasciano la città e si mettono in viaggio, senza documenti e senza una meta precisa (Bruno, appassionato di fantascienza, vorrebbe andare in Egitto per vedere le piramidi). Oltretutto Bruno è affetto da una grave e invalidante forma di diabete mellito. Dopo qualche inutile tentativo di trovare un lavoro, per sopravvivere i due si dedicano a compiere delle rapine.

## Critica
Per Pier Maria Bocchi Stesso sangue adopera alcuni cliché del film noir: la fuga, la passione proibita, il tradimento. Per Fantoni Minnella il film, nel quale è facile vedere l'influenza dei road movie americani degli anni settanta, a basso costo e con molte suggestioni visive, sfrutta le suggestioni del paesaggio inquadrando i personaggi in una prospettiva minimalista, tuttavia con un tono generale mesto da "elegia dei perdenti".

## Riconoscimenti
- 1990 - Ciak d'oro
  - Candidatura a migliore montaggio a Anna Rosa Napoli